# The Hardy Boys
The Hardy Boys är en kanadensisk mysteriedramaserie, baserad på Edward Stratemeyers bokserie om Bröderna Hardy, som sändes mellan åren 2020 och 2023. Serien, som är producerad av produktionsbolagen Nelvana och Lambur Productions, sändes på TV-kanalen YTV i Kanada, samt på streamingtjänsten Hulu i grannlandet USA. I Sverige finns två av seriens totalt gjorda tre säsonger tillgängliga för streaming på Disney+.
Huvudrollerna som bröderna Frank och Joe Hardy spelas av Rohan Campbell och Alexander Elliot. Den spelades huvudsakligen in i den kanadensiska provinsen Ontario, där bland annat städerna/orterna Cambridge, Port Hope och Hamilton fick agera som inspelningsplatser.

## Handling
Seriens handling kretsar kring bröderna Frank och Joe Hardy, som tillsammans med sina vänner och sin far försöker få fram sanningen om en hotfull händelse i sin hemstad Bridgeport.

## Rollista (i urval)
| Rohan Campbell               | – Frank Hardy               |
| Alexander Elliot             | – Joe Hardy                 |
| James Tupper / Anthony Lemke | – Fenton Hardy              |
| Keana Lyn Bastidas           | – Callie Shaw               |
| Linda Thorson                | – Gloria Estabrook          |
| Bea Santos                   | – Faster Trudy              |
| Adam Swain                   | – Chet Morton               |
| Cristian Perri               | – Phil Cohen                |
| Atticus Mitchell             | – JB Cox                    |
| Riley O'Donnell              | – Elizabeth "Biff" Hooper   |
| Jennifer Hsiung / Alli Chung | – Jesse Hooper              |
| Krista Nazaire               | – Belinda Conrad            |
| Sadie Munroe                 | – Lucy Wayne                |
| Leonidas Castrounis          | – Dennis Gilroy             |
| Laara Sadiq                  | – Kanika Khan               |
| Ari Cohen                    | – Hurd Sparewell            |
| Bailee Madison               | – Drew "Darrow" / Sparewell |